# Französische Badmintonmeisterschaft 2000
Die Französische Badmintonmeisterschaft 2000 fand in Châtellerault statt. Es war die 51. Austragung der nationalen Titelkämpfe im Badminton in Frankreich.

## Titelträger
| Disziplin    | Sieger                                   |
| ------------ | ---------------------------------------- |
| Herreneinzel | Nabil Lasmari                            |
| Dameneinzel  | Tatiana Vattier                          |
| Herrendoppel | Bertrand Gallet Jean-Michel Lefort       |
| Damendoppel  | Amélie Decelle Elodie Eymard             |
| Mixed        | Sydney Lengagne Christelle Vallet-Szynal |